# Tseri
Tseri (in greco Tσέρι) è un comune di Cipro, situato nel distretto di Nicosia.

## Panoramica
Prima del 1974, la regione aveva una popolazione di circa 300 persone. Nel 2021 la popolazione era di 8.304 abitanti. Gli abitanti sono chiamati "Tseriotis" o "Tserkotis" per i maschi e "Tseriotissa" o "Tserkotissa" per le femmine. In seguito al referendum del 2011, Tseri è diventata un comune.